# موسى واغيه
موسى واغيه (بالفرنسية: Moussa Wagué)‏ (المولود 4 أكتوبر 1998) هو لاعب كرة قدم سنغالي يلعب كظهير أيمن مع نادي غوريسا الكرواتي كما يلعب مع المنتخب السنغالي.

## مسيرته الكروية
لعب موسى واغيه خلال مسيرته الاحترافية مع 4 أندية في ستة مواسم وسجل خلالها 3 أهداف ضمن 69 مباراة. ولم يفز بأي موسم بالكأس وفاز في موسم واحد بالدوري.
خاض موسى واغيه مسيرته مع نادي يوبين في موسم 2016–17 ولمدة موسمين، مشاركًا في 40 مباراة سجل خلالها هدفًا واحدًا. ثم انتقل إلى نادي برشلونة في موسم 2018–19 ولمدة موسمين، حيث شارك في 4 مباريات ولم يسجل أي هدف. لينتقل بعدها إلى نادي نيس في موسم 2019–20 لمدة موسم واحد، مشاركًا في 5 مباريات ولم يسجل أي هدف أيضًا.

## وصلات خارجية
- Wague Maxifoot Profile
- موسى واغيه على موقع الاتحاد الدولي (مؤرشف)  (الإنجليزية)
- موسى واغيه على موقع قاعدة بيانات كرة القدم.إي يو (الإنجليزية)
- موسى واغيه على موقع بيانات كرة القدم. دي إي (الألمانية)
- موسى واغيه على موقع ليكيب (الفرنسية)
- موسى واغيه على موقع ناشيونال فوتبول تيمز (الإنجليزية)
- موسى واغيه على موقع Soccerway.com (الإنجليزية)
- موسى واغيه على موقع عالم كرة القدم.نت (الإنجليزية)
- NFT Profile